# Джордж Маколей Тревельян
Джордж Маколей Тревельян (англ. George Macaulay Trevelyan; 16 лютого 1876, Стратфорд-на-Ейвоні — 21 липня 1962 Кембридж, Англія) — англійський історик, внучатий племінник і продовжувач традицій його прадядька Томаса Маколея.
У своїх роботах дотримувався ліберальних принципів. Багато його робіт представляли партію вігів як важливий аспект британської політики з 1600-х до середини 1800-х років, і її наступника, Ліберальну партію. Як ліберал вважав, що прості люди мали більш позитивний вплив на історію, ніж монархія.